# Луценко В'ячеслав Іванович
В'ячесла́в Іва́нович Луце́нко — солдат Збройних сил України, учасник російсько-української війни. Основне місце дислокації військової частини — Житомирська область.

## З життєпису
Станом на 9 червня 2014-го після поранення в бою лікувався у київському Головному військовому клінічному госпіталі.

## Нагороди
15 липня 2014 року — за особисту мужність і героїзм, виявлені у захисті державного суверенітету та територіальної цілісності України, вірність військовій присязі під час російсько-української війни, відзначений — нагороджений орденом «За мужність» III ступеня.